# Guerra d'Italia del 1499-1504
La seconda guerra italiana (1499-1504), talvolta conosciuta come la guerra italiana di Luigi XII o la guerra su Napoli, fu la seconda delle guerre Italiane del Rinascimento; fu combattuta principalmente da Luigi XII di Francia e Ferdinando II di Aragona e con la partecipazione di diverse potenze italiane. In conseguenza della prima guerra italiana Luigi fu determinato a rivendicare il trono di Napoli e il Ducato di Milano.

## Antefatto
Luigi di Valois-Orléans aveva ereditato dalla dinastia capetingia dei Valois alcuni diritti sul Regno di Napoli (o Regnum Siciliae cita Pharum); ritieneva inoltre di averne ugualmente sul Ducato di Milano per parte di sua nonna Valentina Visconti (1368-1408). 
Già nel 1495, nel corso della prima campagna in Italia del cugino e re Carlo VIII, Luigi aveva tentato di sottrarre il ducato Milano a Ludovico Sforza detto il Moro, e aveva a tale scopo occupato coi propri armati la città di Novara, ma era stato respinto dall'esercito guidato dalla duchessa Beatrice d'Este, moglie di Ludovico, e costretto alla resa dopo mesi di assedio dalla Lega Santa, che univa le forze milanesi e veneziane.
Egli non aveva mai potuto accettare l'umiliazione subita e, appena uscito da Novara, aveva tentato di persuadere il cugino Carlo ad attaccare Milano non appena fossero arrivati i rinforzi, senza tuttavia successo. Re Carlo, firmata la pace, era tornato in Francia. Fin dal 1496 il ducato di Milano era stato comunque in allarme per una possibile seconda spedizione del duca d'Orléans, le cui minacce non furono mai placate.
Solamente nel 1498, però, una volta che quest'ultimo successe al cugino sul trono di Francia col nome di Luigi XII, il pericolo si fece concreto. Consigliato dall'Arcivescovo di Rouen, il cardinale Georges d'Amboise, Luigi preparò minuziosamente la sua spedizione in Italia.
Anzitutto si avvicinò alla famiglia Borgia per assicurarsi l'appoggio di Papa Alessandro VI ed ottenere l'annullamento del suo matrimonio con Giovanna di Francia dimodoché potesse sposare la vedova del predecessore Carlo VIII, Anna di Bretagna, conservando quindi il Ducato di Bretagna. Con un accordo firmato a Blois nel 1499 il sovrano francese si assicurò l'appoggio di Venezia a cui concesse Cremona e la Ghiara d'Adda; agli svizzeri, le cui truppe costituivano il nerbo dell'esercito francese, promise la Contea di Bellinzona e al papa Alessandro VI offrì l'impegno di appoggiare il figlio Cesare Borgia nel suo progetto di conquista della Romagna oltre alla concessione del Ducato di Valentinois e la mano di Charlotte d'Albret. Il 16 marzo 1499 siglò il Trattato di Lucerna tra la Francia e la Confederazione degli Otto Cantoni. Concluse infine degli accordi con Enrico VIII d'Inghilterra e con il futuro re di Castiglia Filippo d'Asburgo. Il Duca di Milano si trovò così totalmente isolato.

## La conquista francese del Ducato di Milano
Luigi XII affidò la conduzione dell'esercito per la conquista di Milano al famoso condottiero Gian Giacomo Trivulzio, nemico personale del Moro, contro il quale meditava propositi di vendetta. I francesi e i veneziani attaccano il Ducato di Milano nel luglio 1499. 

Trovandosi ormai privo del valido aiuto della consorte Beatrice, la quale era morta nel 1497, Ludovico preferì la fuga e insieme ai figli bambini e al fratello Ascanio riparò in Germania presso Massimiliano I d'Asburgo (marito di Bianca Maria Sforza, nipote del Moro). 
(Raffaele Altavilla, Breve compendio di storia Lombarda)
Subito dopo la partenza del duca, il 2 settembre 1499, anche grazie alla rivolta del popolo milanese oppresso dalle tasse, il Trivulzio entrò trionfante a Milano. Genova cadde egualmente nelle mani del re di Francia. Luigi XII raggiunse poco dopo il Trivulzio a Milano, per il proprio ingresso trionfale, quindi tornò in patria, lasciando la protezione del ducato al suo fidato generale.

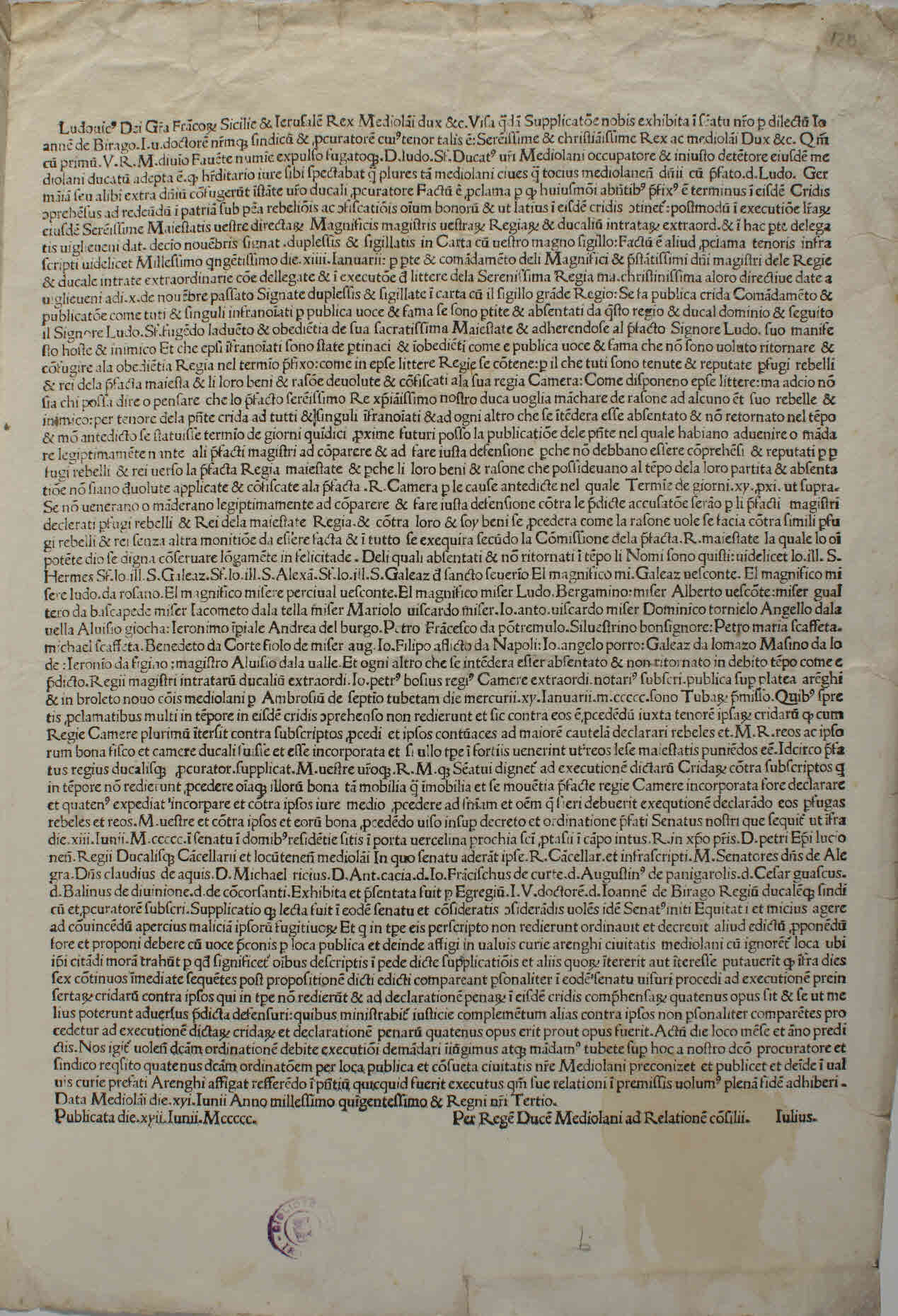
Grida per i Milanesi fuggitivi dopo la sconfitta di Ludovico, 1500

A Venezia girava voce che Ludovico, in Germania, fosse impazzito: che si fosse convertito all'islam, avesse ucciso a coltellate il genero Galeazzo e ferito il fratello Ascanio, quindi fosse stato incatenato, ma si trattava di voci false.
Avendo saputo che la popolazione aveva ormai in odio l'oppressione straniera, a causa dei soprusi dei francesi, Ludovico assoldò in Germania un esercito mercenario di svizzeri e sul principio del 1500, coadiuvato dal fratello Ascanio e dai Sanseverino, tentò di riappropriarsi di Milano, riuscendo a riconquistarlo per un breve periodo. Luigi XII inviò La Trémoille e Georges d'Amboise a riconquistare il Ducato. Il 10 aprile 1500 Ludovico venne assediato a Novara, dove gli svizzeri si rifiutarono di partecipare alla battaglia. Mentre, nascosto tra le sue truppe, stava cercando di ripiegare verso Bellinzona, fu tradito da un mercenario svizzero e consegnato ai francesi insieme ai fratelli Sanseverino. Pochi giorni dopo fu catturato anche Ascanio, che aveva tentato la fuga in Germania.
Fatto prigioniero, venne trasferito in Francia, dove poi morì nel 1508.

## Romagna
Forte del facile successo, il cammino dell'esercito francese (con Cesare Borgia come luogotenente del re) proseguì al di là del Po sino a giungere in Romagna, territorio a quel tempo sotto il potere temporale del papato. Papa Alessandro VI, che era stato tenuto informato sulle manovre dell'esercito, inviò ai signori di Pesaro, Imola, Forlì, Faenza, Urbino e Camerino, una lettera in cui li dichiarava decaduti dai loro feudi, spianando così la strada alla conquista del figlio e regalandogli un intero principato.

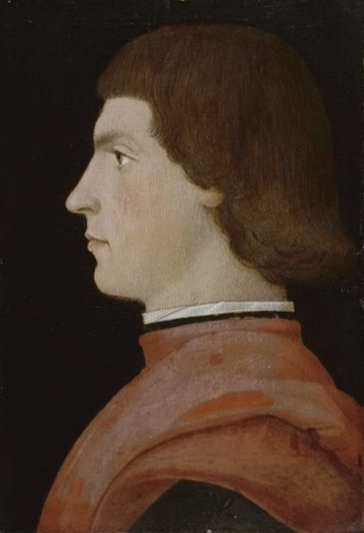
Louis de la Trémoille

Com'era prevedibile, nessuno obbedì all'ingiunzione del papa. La lotta si scatenò cruenta. Una prima spedizione in Romagna ebbe luogo il 21 novembre 1499, con un esercito costituito da fanti e mercenari di varie province e nazioni. Già l'11 dicembre Imola venne espugnata. Nel gennaio successivo il duca di Valentino sconfisse Caterina Sforza, che per tre settimane si era asserragliata nella rocca di Forlì, al comando di 2 000 uomini. Nonostante l'ardore e il piglio da guerriera, Caterina fu fatta prigioniera e Forlì fu espugnata dagli invasori che si abbandonarono ad atti di violenza sulla popolazione. Una volta terminato il saccheggio, il duca si poté insediare in città ospitato dal nobiluomo forlivese Luffo Numai, già consigliere di Caterina stessa. Nel 1502 Leonardo da Vinci venne assoldato da Cesare Borgia in veste di architetto e ingegnere militare.

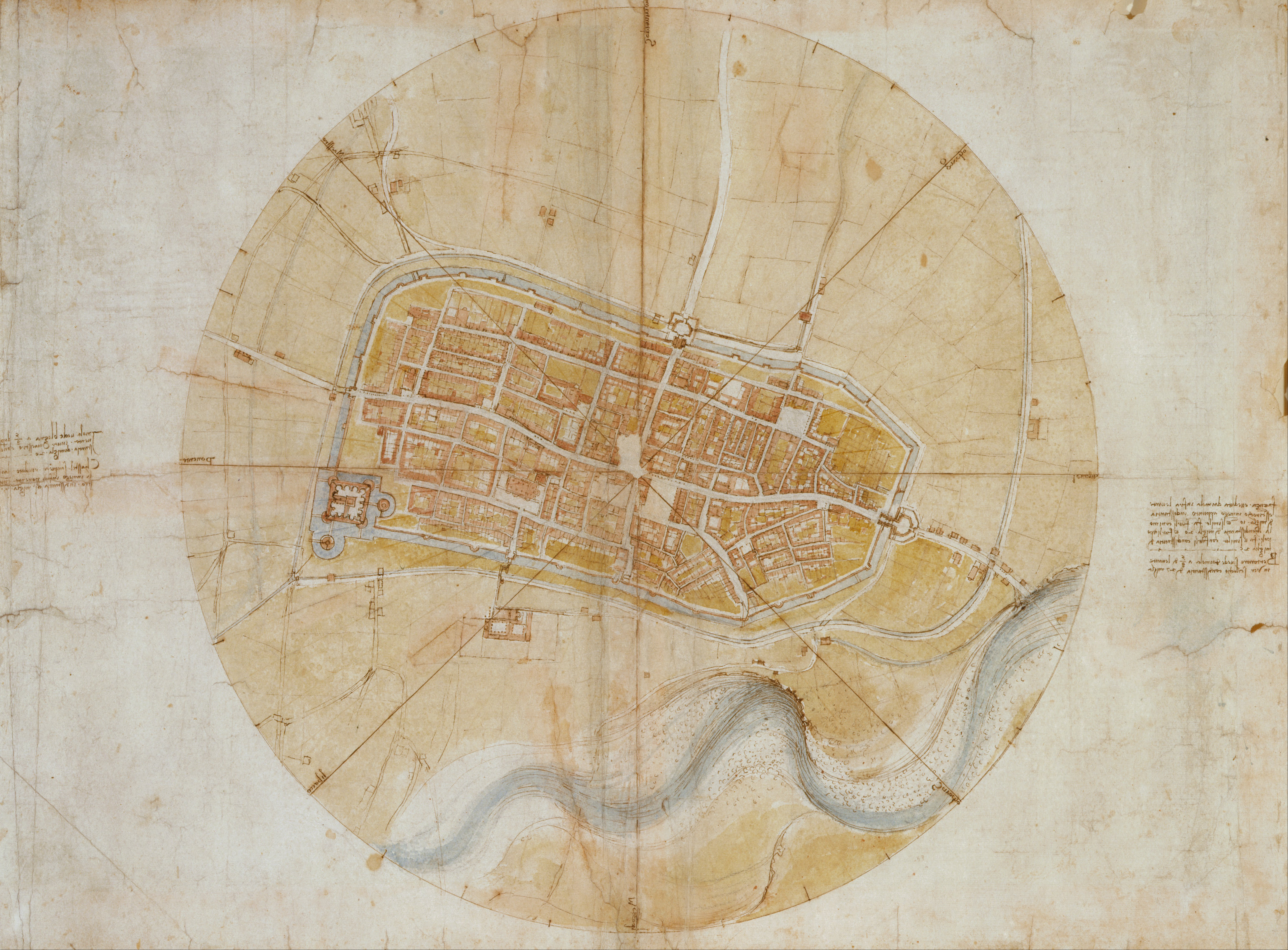
Pianta di Imola disegnata da Leonardo da Vinci per Cesare Borgia, Royal Collection

## La spartizione del Regno di Napoli
Per ciò che concerne il fronte meridionale della penisola, dopo il fallimento militare dell'impresa di Carlo VIII del 1495, il nuovo re di Francia il giorno 11 novembre 1500 stipulò il trattato segreto di Granada per la spartizione dell'Italia del sud con Ferdinando il Cattolico. Il re di Aragona mirava ad eliminare la dinastia cadetta di Napoli e a riunire al possesso della Sicilia quello della Calabria e della Puglia, mentre ai francesi venivano riservate Campania e Abruzzo. Federico I di Napoli, all'oscuro dell'accordo, quando nel 1501 i Francesi s'apprestarono ad invadere il suo regno, chiese aiuto alla Spagna essendo imparentato con Ferdinando II e consegnandogli anche delle piazzeforti in Calabria. Il 25 giugno del 1501 Alessandro VI scomunicò il re di Napoli e, il 19 luglio, Cesare Borgia affiancato dall'esercito francese assediò Capua la quale, dopo 7 giorni venne conquistata grazie al tradimento: un cittadino di Capua, corrotto da Cesare, aprì le porte della città e, dopo un segnale prestabilito, l'esercito franco-papale irruppe nella città e diede il via al massacro della guarnigione militare e della popolazione. Il re Federico, accortosi troppo tardi dell'inganno, cercò di trattare la resa, ma il 19 agosto i Francesi entrarono a Napoli.
Con il trattato di Trento, siglato il 13 ottobre 1501 tra Luigi e Massimiliano d'Austria, l'Austria riconobbe le conquiste francesi nell'Italia settentrionale.

### Dissidi tra Spagna e Francia
Presto tra gli occupanti nacquero dissidi sulle modalità di spartizione; l'insistenza di Ferdinando di essere riconosciuto re sia di Napoli che di Sicilia portò nell'immediato a una guerra tra Francia e Spagna. Sconfitto a Ruvo, a Cerignola e al Garigliano dagli spagnoli comandati da Gonzalo Fernández de Córdoba, Luigi fu costretto ad abbandonare Napoli e ritirarsi in Lombardia. Napoli venne occupata dagli spagnoli il 16 maggio 1503.
Fu nel contesto di questa guerra che avvenne la famosa disfida di Barletta nel 1503.

## Trattati
Il trattato di Lione (detto anche armistizio di Lione) fu siglato il 31 gennaio 1504 tra Luigi XII di Francia e Ferdinando II di Aragona. In base ai termini del trattato, la Francia cedette Napoli alla Spagna, che terrà fino al 1707. Inoltre Francia e Spagna definirono il loro rispettivo controllo dei territori italiani: la Francia controllava l'Italia settentrionale da Milano e la Spagna controllava la Sicilia e l'Italia meridionale.
Il trattato di Blois del 22 settembre 1504 riguardò la proposta di matrimonio tra Carlo I d'Asburgo, il futuro Carlo V e Claudia di Francia, figlia del re francese e di Anna di Bretagna.
Se Luigi XII non avesse avuto un erede maschio, Carlo I d'Asburgo avrebbe ricevuto in dote il Ducato di Milano, Genova e le sue dipendenze, nonché il Ducato di Bretagna, le contee di Asti e Blois, il ducato di Borgogna e il vicereame di Auxonne.